# ميثاق لكناو
ميثاق لكناو يشير إلى اتفاق تم التوصل إليه بين المؤتمر الوطني الهندي والعصبة الإسلامية في جلسة مشتركة بين الطرفين، عقدت في لكناو العام 1916. تمكن محمد علي جناح، ثم عضوا في المؤتمر وكذلك العصبة، من جعل كلا الطرفان يصلان لاتفاق للضغط على الحكومة البريطانية ولاعتماد نهج أكثر ليبرالية مع الهند والهنود إعطائهم المزيد من الصلاحيات لتسيير بلادهم، إلى جانب الحفاظ على مطالب المسلمين الأساسية. بعد تقسيم البنغال الذي لم يحظى بشعبية، تقترب جناح من العصبة لجعلها أكثر شعبية بين الجماهير المسلمة. كان جناح نفسه العقل المدبر والمهندس لهذا الاتفاق. بسبب المصالحة التي أحدثها جناح بين المؤتمر والعصبة، لقبه ساروجينى نايدو، بـ «سفير الوحدة بين الهندوس والمسلمين».
أسس حلف لكناو لعلاقات ودية بين المجموعتين من حزب المؤتمر الوطني الهندي - «الفصيل الساخن» بقيادة بال جانجادهار تيلاك، والمعتدلين أو «الفصيل اللين»، بقيادة غوبال كريشنا غوخالي.